# Лесничая, Екатерина Порфирьевна
Екатери́на Порфи́рьевна Лесни́чая — доярка колхоза «Оснежицкий» Пинского района Брестской области, Герой Социалистического Труда.

## Биография
Родилась 23 июля 1933 года в д. Оснежицы (в то время — Пинковичская гмина Пинского повета Полесского воеводства Польской Республики). Белоруска.
С 1949 года работала в колхозе им. Сталина в полеводческой бригаде. С 1951 года доярка Оснежицкой молочно-товарной фермы колхоза им. Сталина (с 1961 г. — «Оснежицкий», председатель — Владимир Антонович Ралько).
В 1965 году получила от группы в 10 коров средний надой 7 555 килограммов молока — самый высокий в районе. Для получения такого результата применяла индивидуальное кормление животных с учётом продуктивности.
В 1966 году ей присвоено звание Героя Социалистического Труда.
С 1970 года до выхода на пенсию работала учётчицей молочно-товарной фермы колхоза «Оснежицкий».
Почётный гражданин Пинского района (2006).
Умерла 10 января 2022 года.
Муж — Афет Васильевич Лесничий (1936—2021) — заведующий МТФ, заслуженный работник сельского хозяйства БССР, награждён орденами Ленина, Октябрьской революции, медалью «За трудовую доблесть».